# Quint (impost)
El quint era l'impost reial que equivalia a la cinquena part dels ingressos municipals i que algunes ciutats catalanes pagaven a la tresoreria reial. Des del final del segle xvi, la corona va intentar generalitzar aquest impost, que havia caigut en desús. Felip III, a les Corts de Barcelona (1599) va renunciar a tots els quints endarrerits, davant el malestar que les indagacions en els arxius municipals havien ocasionat. Però el lloctinent de Catalunya Francisco Hurtado de Mendoza y Cárdenas es va fixar, com a objectiu, de millorar-ne el cobrament. A partir de 1614 els ingressos de la tresoreria reial procedents dels quints començaren a augmentar. El 1620, el lloctinent Fernando Afán de Ribera y Enríquez exigeix el quint a la ciutat de Barcelona amb efecte retroactiu des del 1599, cosa que suposava unes 300.000 lliures. Aquest fet provocà una greu tensió que, amb els anys, augmentà i va contribuir a fer fracassar les Corts de Barcelona (1626). El 1632 es va tornar a impulsar el cobrament del quint i el 1634 el rei va intentar inspeccionar els llibres de comptes de la ciutat, fet que va portar a la detenció de quatre membres del consell, al processament del conseller en cap Jeroni de Navel i al trasllat de l'Audiència Reial a Girona. Fou un dels factors de tensió que desembocarien, al cap de quatre anys, en la guerra dels Segadors.